# Counterpart
Counterpart è una serie televisiva statunitense creata da Justin Marks e trasmessa sul canale Starz dal 10 dicembre 2017 al 17 febbraio 2019.
La seconda stagione viene trasmessa dal 9 dicembre 2018.
Il 12 febbraio 2019, la serie viene cancellata dopo due stagioni, anche se il finale sembra chiudere tutti i fili narrativi; tuttavia la casa di produzione Media Rights Capital è alla ricerca di una nuova rete per far continuare la serie.

## Trama
Howard Silk lavora presso un'agenzia burocratica situata a Berlino, occupando sempre lo stesso ruolo da oltre trent'anni, all'oscuro di quello in cui realmente lo coinvolge il suo lavoro. Infatti l’agenzia nasconde in realtà un punto di passaggio verso un mondo parallelo.

## Episodi
| Stagione         | Episodi | Prima TV USA | Prima TV Italia |
| ---------------- | ------- | ------------ | --------------- |
| Prima stagione   | 10      | 2017-2018    | inedita         |
| Seconda stagione | 10      | 2018-2019    | inedita         |

## Personaggi e interpreti

### Principali
- Howard Silk (stagioni 1-2), interpretato da J. K. Simmons[6]
- Emily Burton Silk (stagioni 1-2), interpretata da Olivia Williams[7]
- Peter Quayle (stagioni 1-2), interpretato da Harry Lloyd[7]
- Clare (stagioni 1-2), interpretata da Nazanin Boniadi[8]
- Baldwin / Nadia Fierro (stagioni 1-2), interpretata da Sara Serraiocco[8]
- Josef Aldrich (stagione 1), interpretato da Ulrich Thomsen[9]
- Ian Shaw (stagioni 1-2), interpretato da Nicholas Pinnock[8]
- Cyrus (stagione 1), interpretato da Mido Hamada[10]
- Naya Temple (stagione 2), interpretata da Betty Gabriel[11]
- Yanek (stagione 2), interpretato da James Cromwell[12][13]

### Ricorrenti
- Bob Dwyer (stagione 1), interpretato da Kenneth Choi[10]
- Claude Lambert (stagioni 1-2), interpretato da Guy Burnet[14]
- Alexander Pope (stagione 1), interpretato da Stephen Rea[15]
- Andrei (stagione 1), interpretato da Bernhard Forcher
- Anna Burton-Silk (stagioni 1-2), interpretata da Sarah Bolger[15]
- Heinrich (stagione 1), interpretato da Bjorn Johnson
- Ringleader (stagione 1), interpretata da Lotte Verbeek
- Eric Burton (stagione 1), interpretato da Jamie Bamber
- Marcel (stagioni 1-2), interpretato da Karim Saleh
- Roland Fancher (stagioni 1-2), interpretato da Richard Schiff[15]
- Angel Eyes (stagione 1), interpretato da Nolan Gerard Funk[16]
- Greta (stagione 1), interpretata da Liv Lisa Fries[17]
- Charlotte Burton (stagione 1), interpretata da Jacqueline Bisset[17]
- Lieber (stagione 1), interpretato da Stefan Kapičić[17]
- Ava Fancher (stagioni 1-2), interpretata da Jacqueline Antaramian[17]
- Mira (stagioni 1-2), interpretata da Christiane Paul[17]
- Friedrich (stagione 1), interpretato da Ingo Rademacher[17]
- Raash (stagione 1), interpretato da Marco Khan[17]

## Produzione
La serie è stata ordinata nell'aprile 2015 con J. K. Simmons nel ruolo principale. La produzione è iniziata nel dicembre del 2016 a Los Angeles, spostandosi anche in altre location negli Stati Uniti e in Europa, tra cui Berlino, dove è ambientata la serie, e a Potsdam nello Studio Babelsberg, che co-produce la serie. Amy Berg è stata la showrunner, produttrice esecutiva e sceneggiatrice per la prima stagione, lasciando tuttavia dopo la fine della stagione, per una decisione comune.
Nel febbraio 2018, Betty Gabriel è stata annunciata come membro del cast nel ruolo di Naya Temple, un ex agente dell'FBI.

## Accoglienza

### Critica

#### Prima stagione
La prima stagione è stata accolta positivamente dalla critica. Sull'aggregatore di recensioni Rotten Tomatoes ha un indice di gradimento del 100% con un voto medio di 8,41 su 10, basato su 42 recensioni. Il commento consensuale del sito recita: "Teso e avvincente, Counterpart è un festival di brivido avvincente guidato dalla doppia prestazione di piombo di J. K. Simmons". Su Metacritic, invece ha un punteggio di 76 su 10, basato su 15 recensioni, che indicano "recensioni generalmente favorevoli".

#### Seconda stagione
Anche la seconda stagione è stata accolta positivamente. Su Rotten Tomatoes ha un indice di gradimento del 100% con un voto medio di 7,89 su 10, basato su 20 recensioni. Il commento consensuale del sito recita: "Raddoppia l'aplomb di J. K. Simmons nella seconda stagione di Counterpart, che trova il tempo di fornire rilevanti critiche sociali mentre approfondisce la sua tradizione labirintica". Su Metacritic, invece ha un punteggio di 75 su 10, basato su 7 recensioni, che indicano "recensioni generalmente favorevoli".

## Edizioni home video
La prima stagione è stata distribuita in Blu-ray e in DVD il 31 luglio 2018. Il set include tutti i 10 episodi più due featurettes del dietro le quinte.

## Riconoscimenti
- 2018 - Primetime Creative Arts Emmy Awards[31]
  - Miglior design di una sigla a Karin Fong (direttore creativo), Jake Ferguson (lead designer / animatore), Felipe Carvalho (designer), Nathan Lee (designer), Kiyoon Nam (animatore) e Zach Kilroy (editore).
- 2018 - TCA Awards[32]
  - Candidatura per il miglior nuovo programma
- 2019 - Satellite Awards[33]
  - Candidatura per il miglior attore in una serie drammatica a J. K. Simmons